# Mithraeum de Koenigshoffen
Le mithraeum des Koenigshoffen est un mithraeum découvert à Koenigshoffen, un quartier de Strasbourg, dans le département du Bas-Rhin,.

## Historique
Le mithraeum a été découvert en 1911/1912 lors de la construction de l'église Saint-Paul de Koenigshoffen. les vestiges trouvés du sanctuaire consacré au dieu indo-iranien Mithra ont été placés au Musée archéologique de Strasbourg.
Il avait été construit aux abords du camp romain d'Argentoratum.

## Description
Selon le rapport de l'archéologue Robert Forrer dans le CIMRM 1335 le premier sanctuaire aurait été construit vers 145 apr. J.-C. et ne mesurait que 14 m de long sur 7 m de large. On accédait à la cella (nef centrale de 2,25 m de large), en descendant sept marches et était flanqué de banquettes latérales où se tenaient les adeptes (parties B et C du plan). Á l'autre extrémité une marche menait à la statue du culte (voir partie A du plan).
Au courts d'une seconde période (vers 225 apr. J.-C.) le sanctuaire du culte de Mithra fut achevé. Le bâtiment mesurait 31 m de long sur 8,75 m de large. Son agrandissement se fit dans son prolongement (partie F sur le plan) et devint le spelaeum (la caverne mithraïque) mesurant 16,50 m de long sur 8,75 m de large. Sa nef centrale (partie F de 12 m de long sur 3,30 m)  de large ainsi que ses banquettes (parties M et N)  étaient recouverts de bois. Au bout de la nef centrale, deux marches conduisaient à la tauroctonie derrière lequel subsiste un étroit espace. Deux colonnes dont des fragments sont encore conservés se dressaient probablement de chaque côté du bas-relief cultuel. Le premier mithraeum fut utilisé comme pronaos et un apparatorium (pièce annexe) fut construit à côté. Un toit en bois, soutenu par des poutres, couvrait l'ensemble du sanctuaire.
Sous le règne d'Aurélien (270-275 apr. J.-C., d'autres modifications furent apportées au mithraeum (indiqué sur le plan par des pointillés).
Le mithraeum fut détruit par les chrétiens, probablement à la fin du IVe siècle, au déclin de l'Empire romain d'Occident et au départ  de la légion romaine d'Argentoratum.

## La tauroctonie
Les 360 fragments du bas-relief en grès de la tauroctonie ont pu être rassemblés. Il mesurait plus ou moins 2,30 m de haut sur 1,80 m de large et d'une épaisseur de 0,36 m.
En raison de sa très belle qualité, il a été attribué à une équipe de sculpteurs venus d'Italie et ayant œuvré à Strasbourg au milieu du IIe siècle apr. J.-C. Ce bas-relief était rehaussé de couleurs, comme l'atteste la dédicace faite par le soldat C. Celsinius Matutinus, qui l'a fait repeindre à ses frais au temps de l'empereur Sévère Alexandre.

## Dédicace

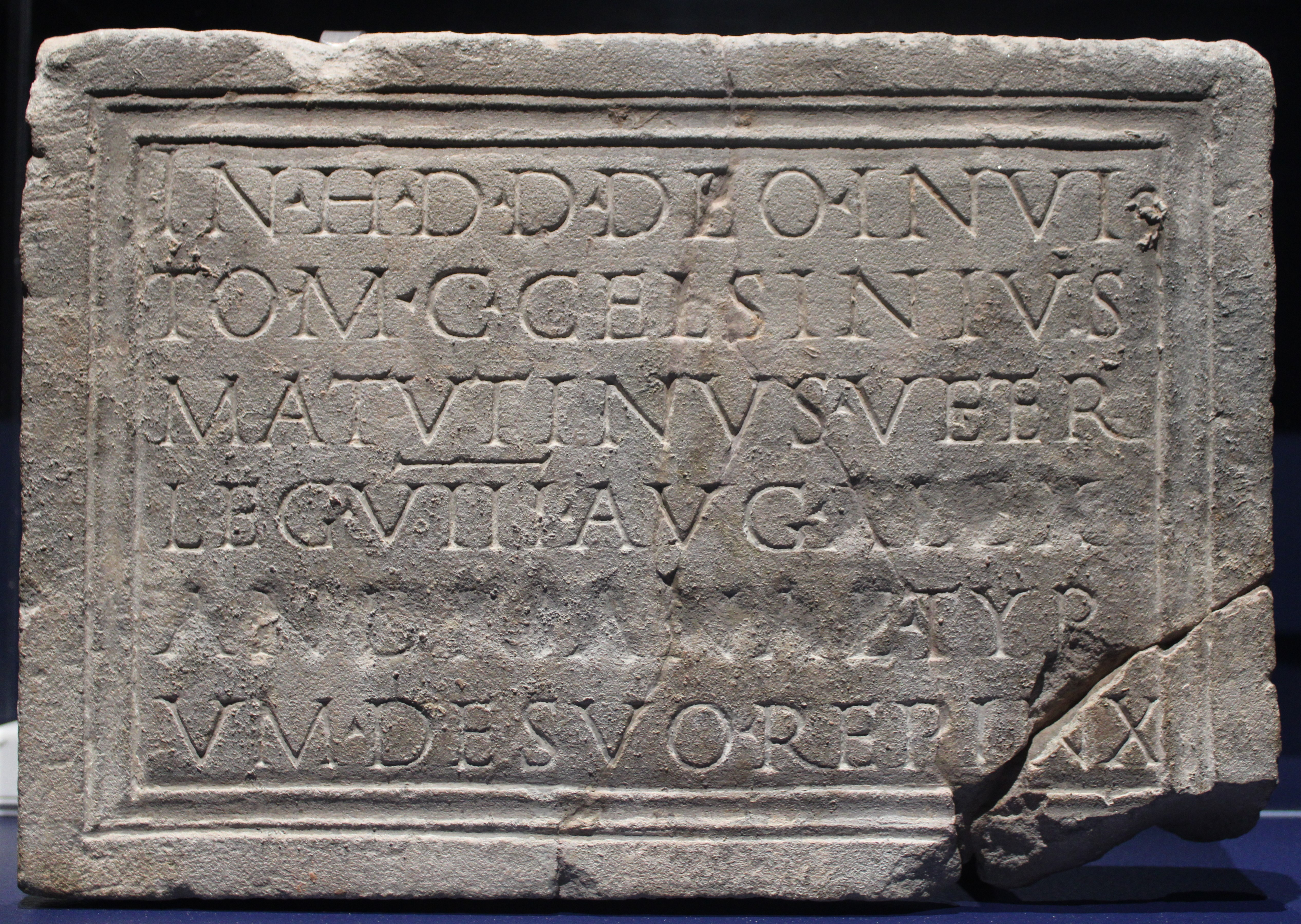
Stèle mithriaque, inscrite au nom de Caius Celsinius Matutinus.

Une plaque gravée (23 cm de long sur 33,5 cm de large), rapporte la restauration de la peinture colorée du bas-relief principal du mithraeum par un vétéran de la Legio VIII Augusta. La plaque porte une inscription de six lignes qui permet de la dater du règne de Sévère Alexandre, entre 222 et 235 apr. J.-C. Cet acte de dédicace par un vétéran de la Legio VII, Caius Celsinius Matutinus, commémore le financement de la restauration de la peinture colorée du bas-relief cultuel du Mithraeum, confirmée par des traces de polychromie observables
« In h(onorem) d(omus) d(ivinae) deo Invic/to M(ithrae) C(aius) Celsinius / Matutinus veter(anus) / leg(ionis) VIII Aug(ustae) Alexan/drianae typum / de suo repinx(it) »
« En l'honneur de la maison divine, du dieu invincible Mithra. Caius Celsinius Matutinus, vétéran de la légion VIII Augusta [Alexandriana], a repeint ce relief à ses frais. »

## Galerie

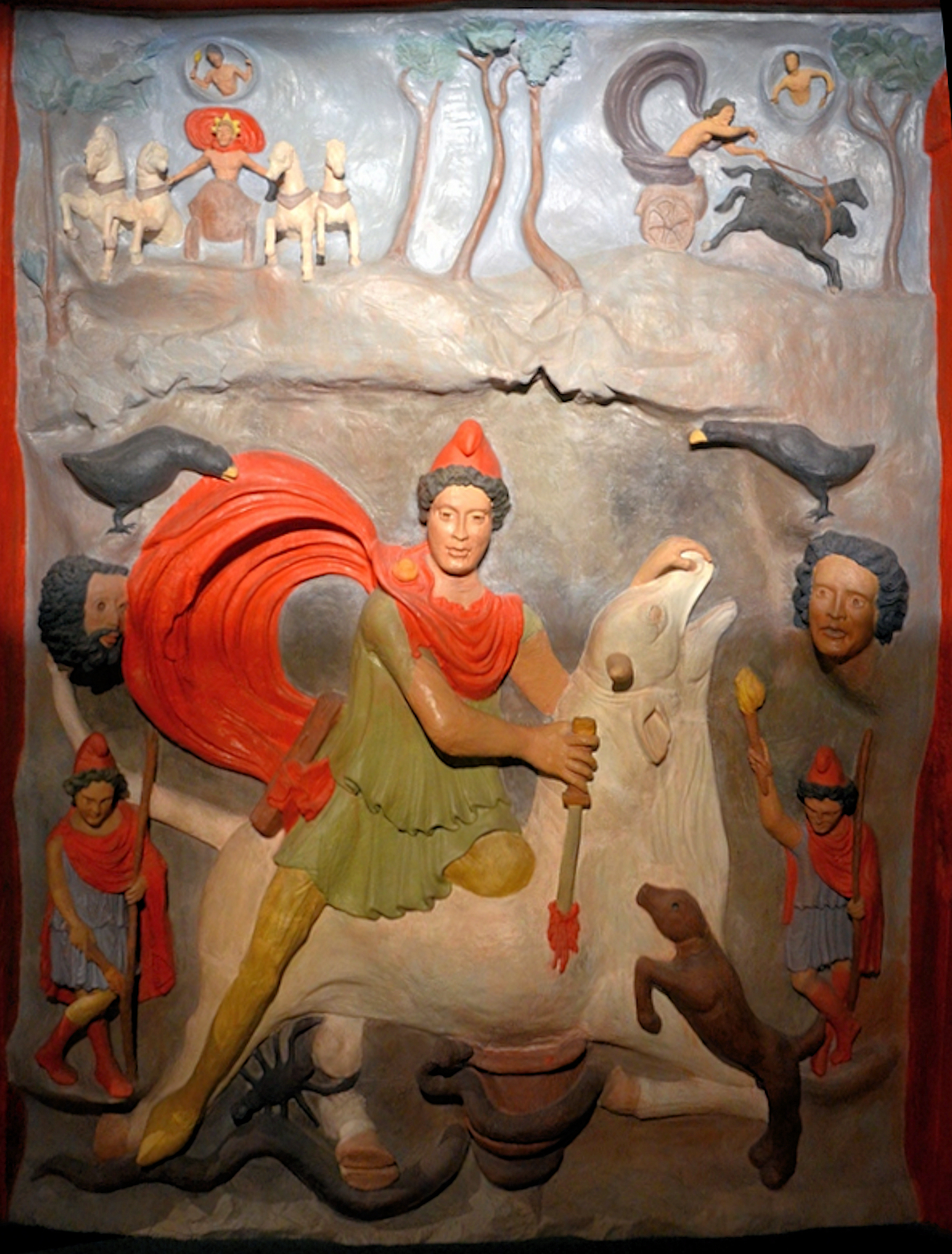
Reproduction de la tauroctonie (musée).
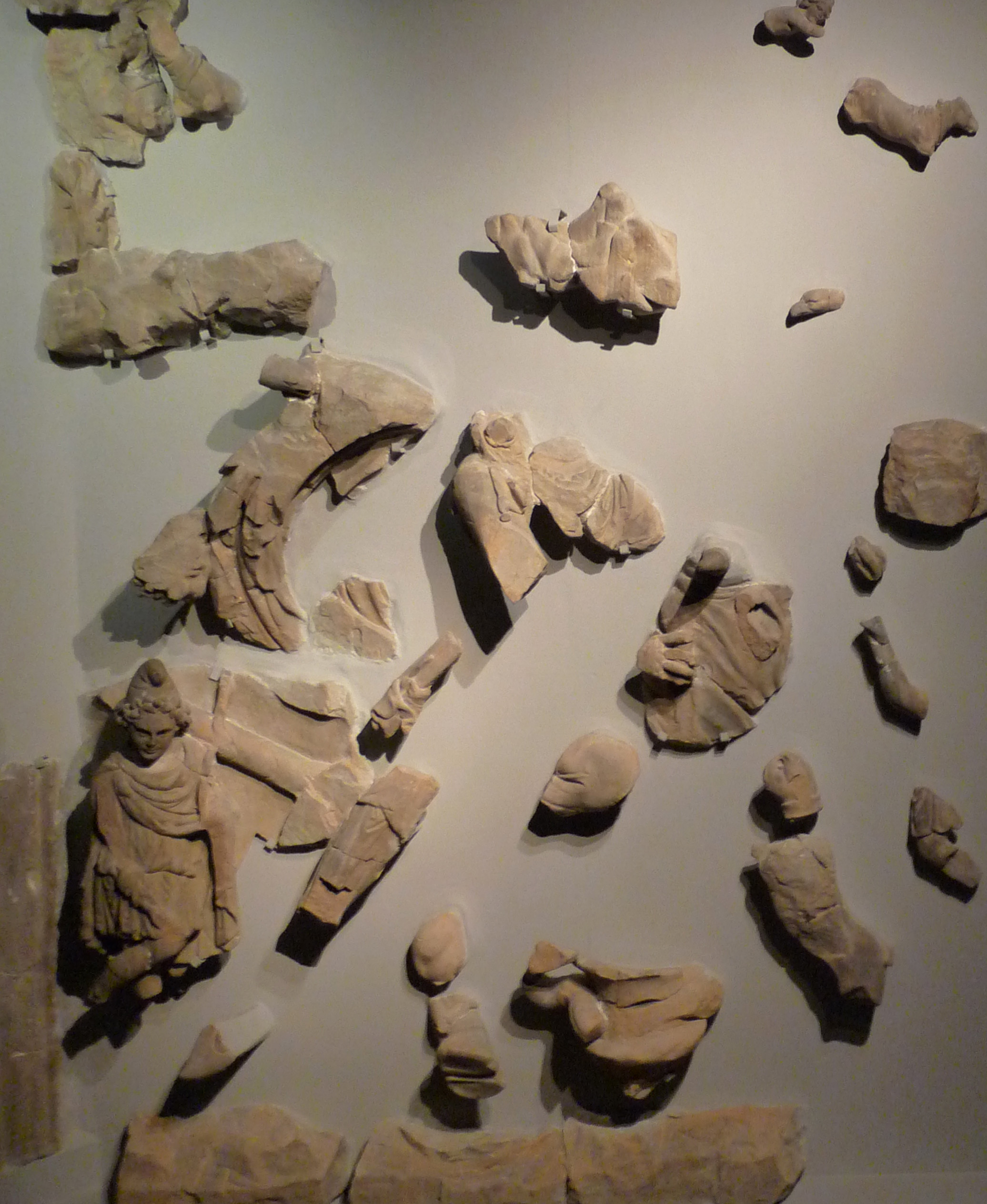
Fragments du bas-relief.
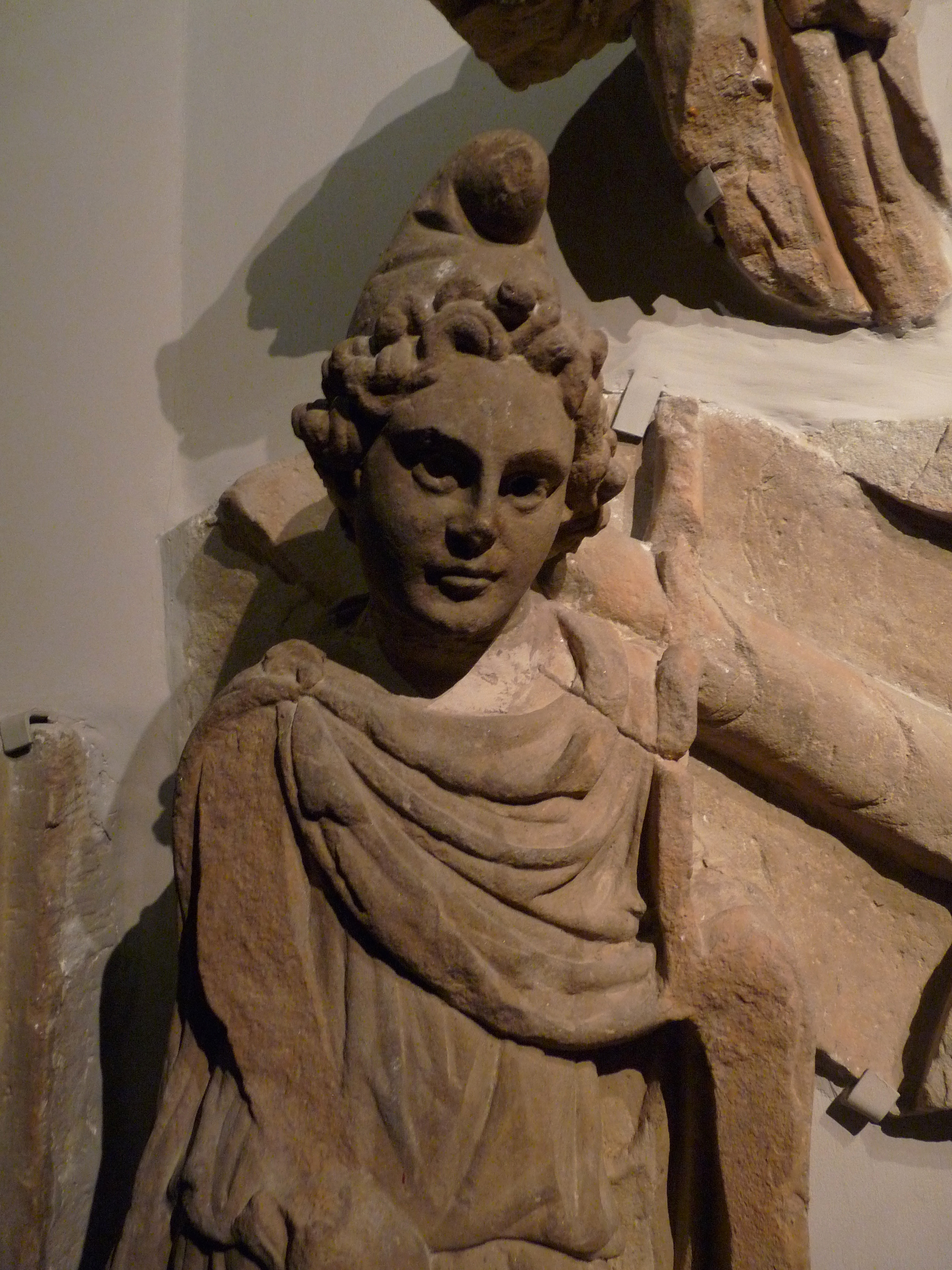
Cautopatès.